# Томтор (Борулахский наслег)
Томтор (якут. Томтор) — село в Верхоянском улусе Якутии России. Административный центр Борулахского наслега.

## География
Село находится за Северным полярным кругом, на расстоянии 72 километров от административного центра улуса — посёлка Батагай.
Климат
Климат характеризуется как резко континентальный, с продолжительной морозной малоснежной зимой и коротким прохладным летом. Средняя температура воздуха самого тёплого месяца (июля) составляет 16-17 °C; самого холодного (января) −38 −48 °C. Среднегодовое количество атмосферных осадков составляет 150—300 мм. Снежный покров держится в течение 215—235 дней в году.

## История
ТОМТОР — холм, бугор, возвышенность (якут.). (Мурзаев Э. М. Словарь народных географических терминов. М. 1984. С.400)
```
1897г. в этой местности была построена Николаевская церковь.  1901 г. открылась церковно приходская школа. Томтор стал центром 1-го Байдунского наслега, после укрупнения колхозов стал центром Борулахского сельсовета. 
```

```
Согласно Закону Республики Саха (Якутия) от 30 ноября 2004 года N 173-З N 353-III
[
5
]
 село возглавило образованное муниципальное образование Борулахский наслег.
```

## Население
| 2002 | 2010 | 2021 |
| ---- | ---- | ---- |
| 578  | ↗597 | ↘499 |

Национальный состав
Большинство жителей якуты.
Согласно результатам переписи 2002 года, в национальной структуре населения якуты составляли 95 % из 578 чел.

## Инфраструктура
«Борулахский центр культуры», средняя общеобразовательная школа, учреждения здравоохранения и торговли.
Коневодство, скотоводство, рыболовство.